# همبرت بالسان
هَمبِرت بالسان (فرانسوی: Humbert Balsan‎؛ ‏ ۲۱ اوت ۱۹۵۴ – ۱۰ فوریهٔ ۲۰۰۵) تهیه‌کننده فیلم اهل فرانسه بود. او همچنین مدتی رئیس آکادمی فیلم اروپا بود.
از فیلم‌ها یا برنامه‌های تلویزیونی که وی در آن نقش داشته‌است، می‌توان به سوان عاشق، کوارتت، بازی بی‌رحمانه و لانسلو دو لاک اشاره کرد.